# Stazione di Torino Dora (GTT)
La stazione di Torino Dora è stata la stazione capolinea della ferrovia Torino-Ceres, da cui partiva il collegamento per Venaria Reale, La Mandria, l'aeroporto di Caselle e le Valli di Lanzo, dal 1990 al 2020.
È stata chiusa il 25 agosto 2020 insieme alla stazione di Madonna di Campagna a causa dei lavori per il collegamento della Torino Ceres al Passante ferroviario di Torino che dall'agosto 2020 interessano direttamente il tracciato sotterraneo in esercizio.

## Storia

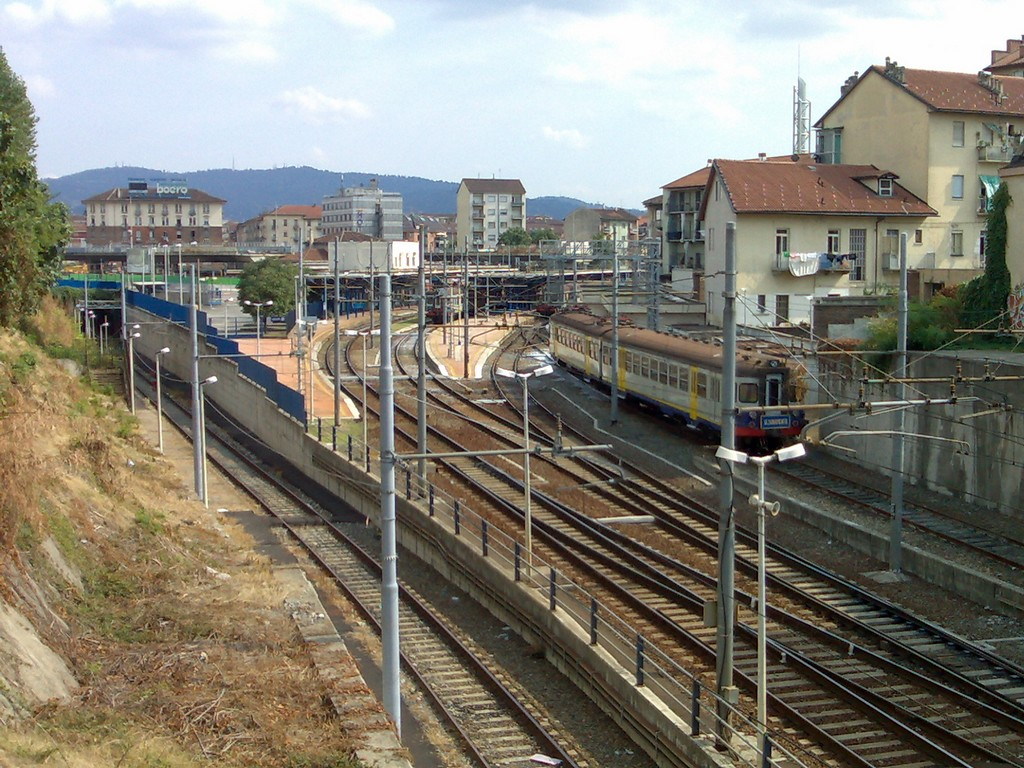
Panoramica del piazzale; sulla sinistra è ben visibile il binario di collegamento con la stazione di Torino Porta Milano

Fino al settembre 1987, l'antica e storica stazione per capolinea di tale tracciato era la stazione di Torino Porta Milano, presso il quartiere Aurora, a ridosso del rione Borgo Dora (corso Giulio Cesare, n. 15), oggi sede del Museo Ferroviario Piemontese. Sulla Torino-Ceres, vicino al punto in cui la linea sottopassava la ferrovia Torino-Milano presso la stazione di Torino Dora, era invece posta una semplice fermata sul binario unico anch'essa indicata come "Torino Dora" oppure come "Bivio Dora".
Dal 1987, in occasione di un ampio progetto di ammodernamento della linea, fu abbandonato il tratto tra Torino Dora e Torino Porta Milano, spostando il capolinea in una nuova stazione appositamente costruita sulla curva del raccordo di collegamento tra le due ferrovie, separata e a sé stante rispetto alla stazione Torino Dora gestita da FS. La stazione fu inaugurata nell'ottobre 1990 e aperta definitivamente al pubblico nel febbraio 1991 con il ripristino del servizio ferroviario al termine dei lavori.

### Epoca recente
La linea ferroviaria viene oggi integrata con la linea della RFI della vicina Stazione di Torino Rebaudengo Fossata, posta nella parte più nord di Corso Venezia, e i cui cantieri sono in corso dal 2011. L'intento è quello di integrare tutte le linee sia con la ferrovia Torino-Milano (Stazione di Torino Porta Susa), sia con la Stazione di Torino Rebaudengo Fossata e la Stazione di Madonna di Campagna, questa con l'intento di sostituirla con la stazione Torino Grosseto.
Il 25 agosto 2020 la stazione è stata dismessa insieme al tratto ferroviario tra quest'ultimo e la stazione di Madonna di Campagna, contestualmente alla costruzione di un percorso in variante collegato alla Stazione di Torino Rebaudengo Fossata.
Una volta completato il passante ferroviario di Torino, verrà aperta una nuova stazione omonima, gestita da Ferrovie dello Stato e sotterranea, la cui costruzione al rustico è stata già terminata nel 2009.
Al termine dei lavori, previsti entro la fine del 2023, la linea SFM A, che proviene dalle valli di Lanzo, passa dall'aeroporto di Caselle e dallo Juventus Stadium, sarà collegata direttamente con il centro di Torino (stazione di Porta Susa) e la stazione Lingotto e quindi direttamente connessa alle 85 stazioni del sistema ferroviario metropolitano con evidenti ricadute positive sul territorio.
Con il completamento del collegamento sotterraneo della linea Torino-Ceres con la stazione di Torino Rebaudengo Fossata, la ferrovia è stata collegata definitivamente alla linea Torino-Milano e anche con il centro città. Il 20 gennaio 2024 le linee SFM 4, proveniente da Alba, e SFM 7, proveniente da Fossano, sono state collegate con la linea Torino-Ceres e il capolinea è stato spostato dalla stazione di Torino Stura alla stazione di Cirié. La linea SFM A continua ad effettuare viaggi, ma si occupa solo della tratta tra Cirié e Germagnano. La parte altra della ferrovia, ovvero tra Germagnano e Ceres, sarà poi utilizzata al termine dei lavori di potenziamento infrastrutturale. Il 15 dicembre 2024 la linea SFM 6, proveniente da Asti, è stata collegata all'aeroporto Sandro Pertini usufruendo della ferrovia Torino-Ceres. È previsto anche il collegamento della linea SFM 3, da Susa/Bardonecchia, all'aeroporto. Sempre il 20 gennaio 2024 è stata aperta la stazione di Torino Grosseto, sostituta della vecchia stazione di Madonna di Campagna data la sua estrema vicinanza.

## Impianti e strutture
La stazione era dotata di tre binari tronchi utilizzati dai treni in arrivo dalle valli di Lanzo, più altri tronchi in disuso rimasti dal precedente scalo merci.

## Movimento
La stazione era servita dai convogli della linea SFM A del servizio ferroviario metropolitano di Torino per Ceres.

## Servizi
La stazione disponeva di:
- Biglietteria automatica
- Servizi igienici

## Interscambi
La stazione è servita dalle linee della rete urbana di bus (10 navetta, 11, 46, 49, 52 feriale, 77 feriale, 91 e 67 festivo) e alcune linee extraurbane per la città metropolitana. 
La linea Dora Express per il collegamento con Torino Porta Susa, è stata soppressa il 25 agosto 2020 dopo la dismissione della stazione. 
- Fermata bus GTT